# Gypsum, Kansas
Gypsum là một thành phố thuộc quận Saline, tiểu bang Kansas, Hoa Kỳ. Năm 2010, dân số của xã này là 405 người.